# Jesús-Rafael Soto
Pour les articles homonymes, voir Soto.
Jesús Rafael Soto est un plasticien, sculpteur et peintre né le 5 juin 1923 à Ciudad Bolivar (Venezuela) et mort le 14 janvier 2005 à Paris 3e.
Il est principalement reconnu pour ses travaux d'art cinétique — œuvres mises en mouvement grâce à un moteur, vent, impulsions, effets visuels —, usant du regard du spectateur pour mettre en mouvement ses œuvres. Le grand public le connaît par ses Pénétrables et de ses œuvres monumentales sérielles.

## Biographie

### Premières années au Venezuela, 1923-1942
Jesús-Rafael Soto est né le 5 juin 1923 à Ciudad Bolívar. Son père Luis Garcia Parra est musicien et sa mère Emma Soto est femme au foyer. Ils partagent leur modeste maison avec plusieurs autres membres de leur famille.
Il rentre à l'école primaire dès 1929 et fait des petits boulots notamment de livraison de colis entre Ciudad Bolívar et Soledad. Issu d'une famille pauvre, il est difficile pour lui d'obtenir des fournitures de dessin, mais sa grand-mère lui en procure et Soto commence à dessiner à l'âge de 5 ans. En 1933, ses parents divorcent et le peintre est éduqué de façon violente et rigoureuse par son oncle maternel.
En 1934, il est inscrit à l'institut El Colegión, où il obtient de bonnes notes mais échoue aux examens de fin d'année. Ensuite, il abandonne l'école et se rend à Maracaibo pour travailler avec son oncle. En avril 1935, il retourne à Ciudad Bolívar et obtient son diplôme d'études supérieures. La même année, il apprend à jouer de la guitare et copie des reproductions de peinture qu'il trouve dans les magazines ou dans les livres. En 1936, il intègre l'Institut Aristeguieta pour terminer ses études universitaires.
Vers 1939, il commence à travailler comme affichiste pour un cinéma de la ville et dessine les affiches à la main. En 1940, il rencontre un groupe d'étudiants surréalistes qui l'encouragent à commencer une carrière d'artiste.

### La période académique à Caracas, 1942-1950
Grâce à une bourse, il étudie l'art et l'histoire de l'art à partir de septembre 1942 à l'École des arts plastiques et appliquées de Caracas. Il apprend la peinture avec Antonio Edmundo Monsanto et y rencontre Carlos Cruz Diez, Alejandro Otero et Pascual Navarro. Durant cette période Soto est notamment influencé par les travaux de Paul Cézanne. Ses premiers paysages et natures mortes montrent son penchant pour le cubisme. En 1943, il expose ses premières œuvres figuratives au Salon d'art vénézuélien de Caracas. En 1947, il met un terme à ses études et devient le directeur de l'Escuela de artes plasticas de Maracaibo.

### Installation à Paris et lesDisidentes, 1950-1955
Soto se rapproche du groupe des Disidentes qui s'est formé à Paris. S'y trouvent ses anciens camarades de classe qui ont déjà immigré en France. Leurs volontés artistiques se rapprochent de Piet Mondrian, De Stijl, Bauhaus, Kasimir Malevitch, László Moholy-Nagy, Gabo et Pevsner. Ils ont une position critique envers l'art figuratif qui se pratique alors au Venezuela. Ils optent pour la tendance à l'abstraction géométrique et sont proches du groupe des Madí.
En 1950, Soto obtient une bourse d'études pour aller à Paris, il est recueilli par les artistes vénézuéliens du groupe, mais le décalage frappe le peintre. Le monde artistique français et européen est loin de ce qu'il a étudié à Caracas. Le peintre a l'impression d'avoir environ 30 ans de retard sur le monde artistique. Malgré cela, dès 1951 il est parrainé par le praticien de l’abstraction, Auguste Herbin. Ce dernier le fait participer pour la première fois au Salon des réalités nouvelles. Il assiste aussi aux conférences de l'atelier d'art abstrait fondé par Jean Dewasne et Edgard Pillet.
En 1952, il collabore avec Alejandro Otero, Alexander Calder, Fernand Léger, Antoine Pevsner, Henri Laurens, Hans Arp, et d'autres dans le Proyecto de Integración de las Artes à l'université centrale du Venezuela, dirigé par l'architecte Carlos Raúl Villanueva ; le projet a été conçu pour intégrer à l'architecture l'art des modernistes d'avant-garde.

### Apport à l'art cinétique, 1955-2005
En avril 1955, il participe à l'exposition Le Mouvement à la galerie Denise René à Paris. Cette exposition est considérée comme l'acte de naissance de l'art cinétique en France et en Europe. Pour Jean Clay c'est le moment où Soto bascule définitivement dans l'art cinétique avec sa première œuvre en mouvement, Spirale. Il explore les problèmes perceptuels du système abstrait-constructiviste ; avec des idées auxquelles contribuent Victor Vasarely, Yaacov Agam, Jean Tinguely, et Julio Le Parc. Son exploration s'approfondit et augmente quand il se familiarise avec le travail de Marcel Duchamp. Soto voit l’œuvre Rotative en demi-sphère (1921) de ce dernier à la galerie Denise René lors de l'exposition Le Mouvement. Alors que cette dernière a déjà commencée Soto s'inspire de ce travail et expose Spirale quelques jours plus tard.

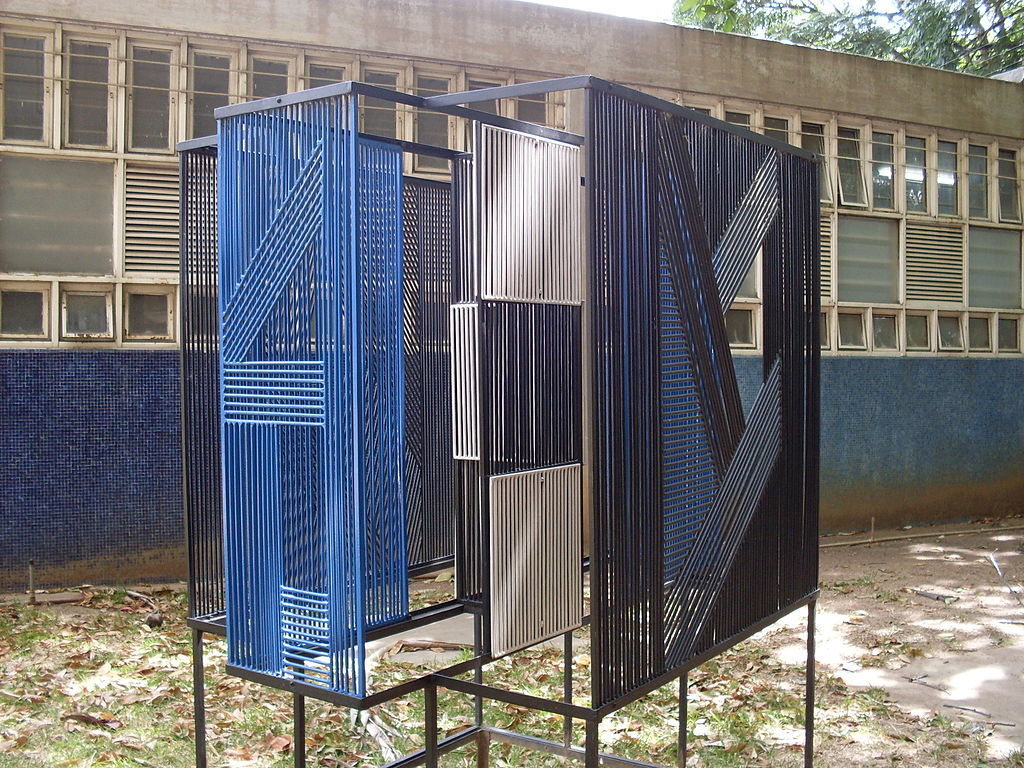
Sans titre (1957), Caracas, université centrale du Venezuela.

Soto développe un vocabulaire cinétique qui permet de produire différentes formes de vibrations optiques : celles-ci, à leur tour, modifient l'espace et la perception du visionneur. Il expérimente également les plans chromatiques et les qualités de la couleur, explorant les rapports entre les lignes parallèles et la figure, et entre le fond et le premier plan, afin de produire du mouvement dans les peintures, des constructions tridimensionnelles, et des reliefs.
Par ses travaux, il se trouve régulièrement en lien avec les artistes du GRAV (Groupe de recherche d'art visuel), comme François Morellet, Julio Le Parc ou Joël Stein, mais sans jamais intégrer réellement le groupe. Soto préfère rester indépendant malgré les nombreux rassemblements d'artistes à cette époque comme le Groupe N à Padoue, le Groupe T à Milan, le Groupe Zéro à Düsseldorf, le Groupe Nul en Hollande, le Groupe Dvizhenie à Moscou, le Groupe Anonima de Cleveland.

### Sa mort en 2005
Jesús Rafael Soto meurt dans sa résidence parisienne, le 14 janvier 2005. Il avait décidé que sa tombe se trouverait dans le cimetière du Montparnasse (division 2), en souvenir de sa vie parisienne loin du Venezuela. À posteriori, Soto est un artiste particulièrement exposé en France, mais aussi dans le monde entier, entraîné par le regain d'intérêt pour l'art cinétique qui s'est opéré au début dans les années 2000.

## Chronologie
Sélection de dates tirée du site de la galerie Denise René.
- 1955 : Jesús-Rafael Soto reçoit le grand prix national de la sculpture en France.
- 1956 : première exposition personnelle à la galerie Denise René à Paris.
- 1960 : il obtient le prix national de la peinture au Venezuela.
- 1961 : il participe à l'importante exposition internationale d'art cinétique Bewogen Beweging organisée par Daniel Spoerri au Stedelijk Museum d'Amsterdam puis reprise par Pontus Hulten au Moderna Museet de Stockholm.
- 1963 : il gagne le prix Lobo à la Biennale de São Paulo, et l'année suivante il reçoit le deuxième prix de D. Brigtht à la Biennale Venise.
- 1967 : il réalise son premier pénétrable à la galerie Denise René qui édite alors la boîte Sotomagie, biographie en valise constituée de 11 multiples d'œuvres réalisées entre 1951 et 1965. Participe à l'exposition Lumière et Mouvement organisée par Frank Popper au musée d'Art moderne de la ville de Paris en créant un Grand Mur Vibrant d'environ 9 m de long vibrant sous une lumière artificielle.
- 1968-69 : à la Kunsthalle de Berne, grande rétrospective Soto qui circule en Europe pour finir au Palais de Tokyo à Paris : l'évènement est créé par un pénétrable de 400 m2 qui couvre entièrement le parvis du musée.
- 1969 : à la Kunsthalle Göteborg en Suède, rencontre du peintre cinétique dans cette ville de Youri Messen-Jaschin.
- 1970 : exposition à la galerie Denise René rive droite autour du thème du plein : l'artiste anime murs et plafonds de la galerie et réalise son premier pénétrable sonore.
- 1973 : il fonde el Museo de Arte Moderno Jesús Soto dans Ciudad Bolívar avec des travaux de sa collection ;  Villanueva a conçu le bâtiment du musée.
- 1974 : vaste rétrospective Soto au Musée Guggenheim à New York. Simultanément présentation des œuvres récentes de l'artiste à la galerie Denise René à New York.
- 1980 : exposition personnelle à la galerie Denise René rive gauche.
- 1982 : rétrospective à Madrid au Palacio de Vélasquez, Parque del Retiro.
- 1992 : il participe à l'exposition L'Art en mouvement à la Fondation Maeght à Saint-Paul-de-Vence : présentation d'un monumental Cube de Provence[7].
- 1992 : il participe à l'Exposition universelle de 1992 à Séville en y exposant notamment Media esfera azul y verde.
- 1998 : grande rétrospective de l'œuvre de Soto organisée par Daniel Abadie à la galerie nationale du Jeu de paume.
- 1999 : Soto est nommé docteur honoris causa de l'université de Carabobo au Venezuela.

## Travaux artistiques
Jesús-Rafael Soto est célèbre pour ses peintures et constructions, jouant avec les effets d'optiques. Artiste emblématique du mouvement de l'art cinétique, Soto a notamment exploré la question de l'implication du spectateur dans l'œuvre avec ses Pénétrables. Ses objets sont des volumes virtuels installés dans l'espace qui semblent interagir avec leurs environnements (nature, espace urbain, etc.). L'artiste travaille aussi beaucoup en série, cette idée que créer des œuvres en multiples, parfois par dizaines d’exemplaires, en ressort la notion d’effacement. Dès 1951 il se dirige vers les arts programmés et sériels, par la répétition des formes simples et des effets optiques. C'est cette évolution qui le mène jusqu'à l'art cinétique.
En 1955, il participe à l'exposition Le Mouvement, à la galerie parisienne Denise René aux côtés de Yaacov Agam, Pol Bury, Alexander Calder, Marcel Duchamp, Robert Jacobsen, Jean Tinguely et Victor Vasarely. La particularité des œuvres cinétiques de Soto est qu'il met en mouvement les œuvres picturales sans avoir recours à la mécanique. Il utiliser l'œil humain comme moteur, profitant des effets optiques et rétiniens pour donner la sensation au spectateur que l'œuvre bouge.

### La superposition des plans
Durant l'exposition de 1955, Soto présente Spirale, qui marque son passage à l'art cinétique, mais dès 1954 avec Métamorphose Soto met en avant le fait d'utiliser l'œil du spectateur comme moteur grâce à une superposition des plans entre un fond peint en bois et une plaque de Plexiglas. On retrouve la superposition des plans dans des œuvres comme Spiral con Rojo (1955) ou Structure cinétiques (1955). L'utilisation du Plexiglas est directement inspirée des travaux de Lászlό Moholy-Nagy dont il a fait traduire le livre Vision in Motion.

### Le fond strié et les formes géométriques
Rapidement Soto laisse de côté l'utilisation du Plexiglas pour utiliser les fonds striés, noir et blanc. Grâce à ce nouveau fond strié, il n'a plus besoin de la transparence pour jouer entre les plans. La contiguïté du fond strié contraint l’œil à un constant et impossible ajustement par rapport à ce qui se trouve au-devant. Tant que l’œil ne bouge pas l’œuvre reste stable. Dès que le regard se déplace la régularité de la forme disparaît sous le fond strié, la vibration englobe tout. L'œuvre Première Vibration est réalisée en 1957. On retrouve le même procédé dans toute la série des Vibraciones, mais aussi des Leños Viejo en 1959, en association avec le travail de Jean Tinguely.
En découle directement en 1963 la grande série des Ecritures, où Soto introduit le fil de Nylon dans ses œuvres. Il suspend au devant de fonds striés des éléments de formes géométriques en tige de métal peint en noir. L'ensemble donne un effet de lévitation et la vibration est toujours présente grâce à l'œil moteur. Les Vibrations Horizontales du milieu des années 1960 répondent aux mêmes principes de vibration et de suspensions dans un autre sens, ajoutant aussi le mouvement éolien.

### Le carré
Dans ses œuvres Soto use de nombreuses formes géométriques et notamment la forme carré. Il l’utilise en tant que forme propre, neutre et arbitraire. Soto affirme cet attachement à la forme carrée dès 1958 avec Premier carré vibrant, tiré de l’héritage du Carré blanc sur fond blanc de Kasimir Malevitch et de la rigueur de l’abstraction géométrique. A ses carrés, Soto ajoute des couleurs fortes, en lien notamment avec son amitié avec Yves Klein. L’artiste veut libérer la couleur pigmentaire et travaille souvent par monochrome. De cette volonté naît la série des Ambivalences dans les années 1980. Une série d’œuvres où des carrés peints de différentes couleurs, primaires ou non, sont disposés aléatoirement sur un fond strié ou monochrome. La série est tirée directement des observations de Soto sur le tableau Broadway Boogie-Woogie de Piet Mondrian. Pour Soto les couleurs vives, comme le jaune ou le rouge, disposées en bandes croisées provoquent des effets optiques vibratoires et lumineux. Avec les Ambivalences, il recrée des espaces flottants et vibrants qui paraissent être plus ou moins avancés sur le plan grâce à l’intensité lumineuse des couleurs qui composent les carrés. Ces derniers sont néanmoins tous disposés à la même distance de l’arrière-plan strié. Soto parle de « chronodynamisme ». Le mouvement est donné par l’illusion optique engendrée par les différentes couleurs attribuées aux carrés.
Dans la recherche de l’effet optique lumineux, il existe une dernière série, les Tés. Développée en 1970, elle se caractérise par des picots métalliques disposés en forme de « T », fixés à intervalle régulier et serrés sur un fond de bois. Certains tés, disposés en carré, portent une couleur intense et la font vibrer de façon saccadée lorsque le regard se déplace latéralement.

### LesPénétrables

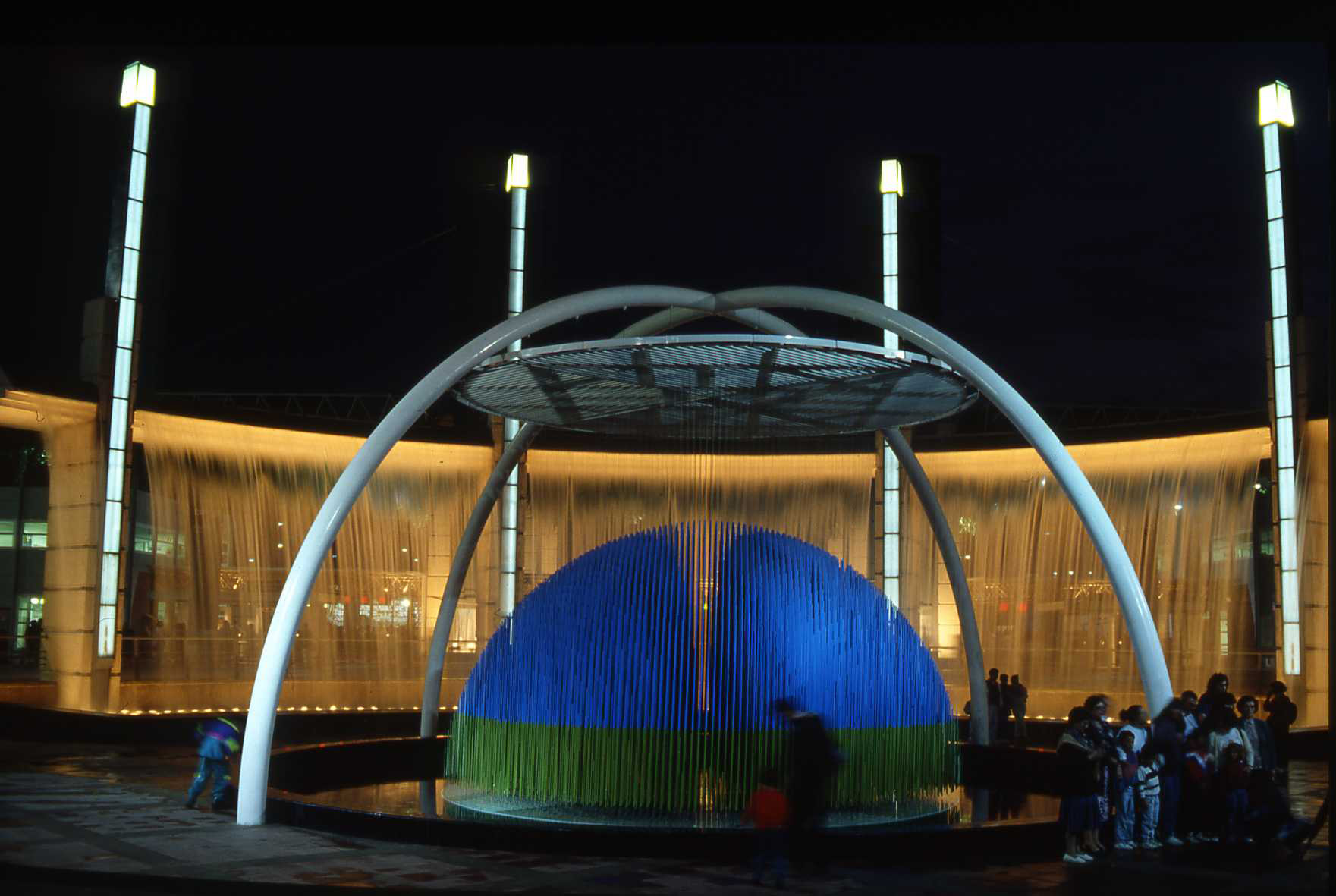
Media esfera azul y verde, à l'Exposition universelle de 1992 à Séville.

En mai 1967, lors de son exposition personnelle Soto présente une nouvelle forme d’œuvre à la galerie Denise René, le Volume suspendu. Une première ébauche de la forme finale des œuvres qui composent la série des Pénétrables. En 1969, Soto inaugure réellement la série avec les premiers véritables Pénétrables, notamment à Paris sur les 80 m2 de la terrasse du palais de Tokyo. Cette série d'œuvres se compose de fils construits à partir de matériaux flexibles ou métalliques suspendus qui se mettent en marche quand les spectateurs agissent l'un sur l'autre et passent parmi eux. L’homme profite d'une nouvelle position en tant que visiteur, il ne doit faire qu’un avec l’œuvre pour l’aborder dans sa globalité. L’expérience d’un Pénétrable est d’une sensorialité intense. Le spectateur est absorbé littéralement par l’œuvre. Une fusion s’effectue entre les deux. Ce n’est plus le spectateur qui entoure l’œuvre, mais l’inverse. Cette série est la plus connue et reconnue de l'artiste, notable par la forte implication du visiteur et la monumentalité des œuvres.

### L'espace monumental

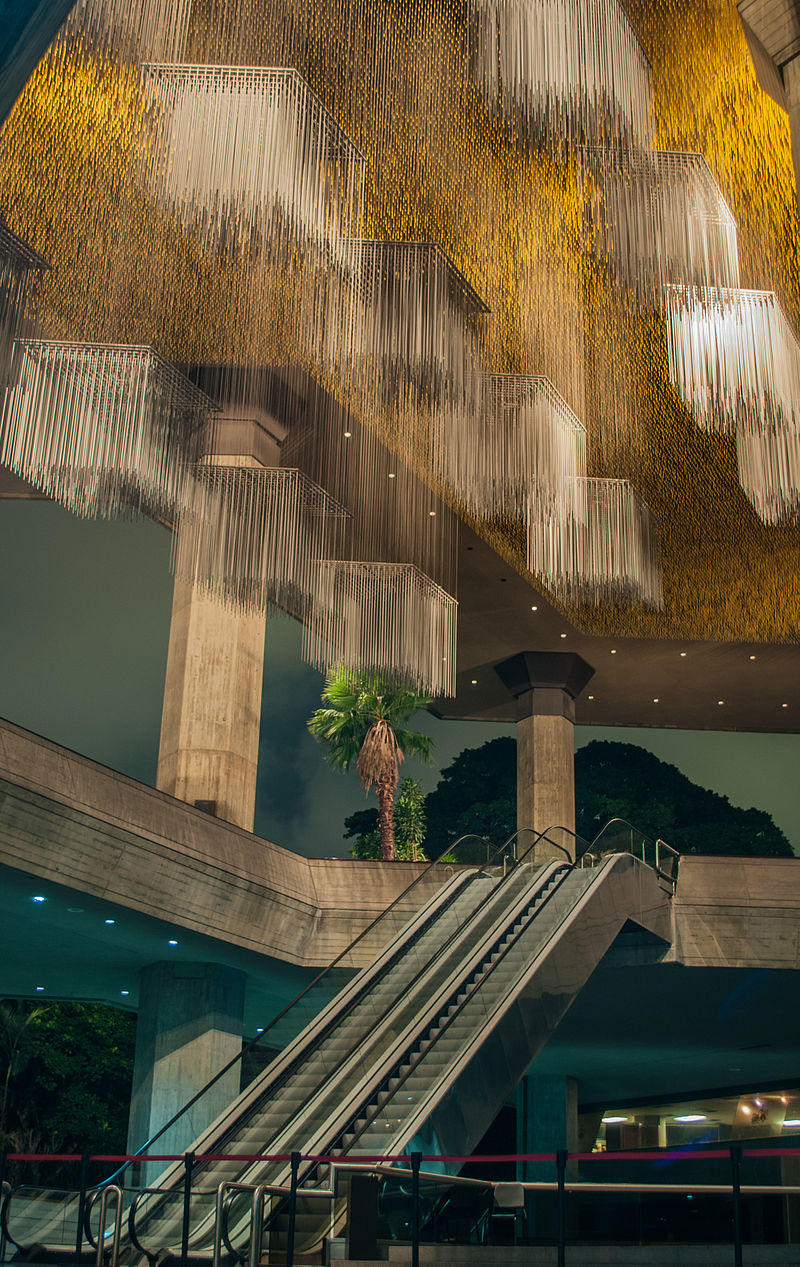
Caracas, escalier du Théâtre Teresa-Carreño.

L’art cinétique est dès son origine pensé pour s’intégrer à l’environnement. Soto le comprend très vite et présente en 1958 deux Écritures monumentales à l’Exposition universelle de Bruxelles, dont Mur de Bruxelles (Pré-Écriture) pour le Pavillon vénézuélien. Il présente une œuvre complètement englobante avec un mur panoramique vibrant, en 1966 à la Biennale de Venise. Une installation de treize mètres où tout un rideau de fines tiges métalliques suspendues recouvre les murs du pavillon du Venezuela. Le public doit passer au travers de ces tiges pour entrer dans les pièces du pavillon. Avec cette installation Soto n’est qu’à un pas de la série des Pénétrables. Il continue ses créations intégrées à l’environnement urbain, comme en 1987 quand le Centre Pompidou lui commande une œuvre monumentale de 200 m2, Volume virtuel. Une forme ovoïde composée de 16000 tiges d’acier peintes en jaune et blanc.
Parmi les nombreuses commissions pour les sculptures publiques et les projets architecturaux qu'il a reçues, se trouvent les muraux cinétiques pour le Montreal World’s Fair building (1967), les sièges sociaux de l'Unesco à Paris (1970); le mural pour le musée d'Art contemporain de Caracas (1974) ; la tour Capriles à Caracas ; ou La Esfera virtual (la sphère virtuelle) pour le parc olympique de sculpture à Séoul (1988). On retrouve aussi son travail dans le hall du bâtiment de l'UNESCO à Paris (1969), la banque de Toronto (1977) et dans le hall du siège des usines Renault à Boulogne-Billancourt (1975).

## Expositions individuelles
Liste non exhaustive, sélection tirée du site de l'Atelier Soto.

### Années 1949 à 1969
- 1949 : Taller Libre de Arte, Caracas, Venezuela.
- 1956 : Galerie Denise René, Paris, France.
- 1957 : Museo de Bellas Artes, Caracas, Venezuela.
- 1963 : Museum Haus Lange, Krefeld, Allemagne.
- 1965 : 
  - Kootz Gallery, New York, USA ;
  - Signals Gallery, Londres, Angleterre ;
- 1966 : Galleria del Naviglio, Milan, Italie.
- 1967 : 
  - Galerie Denise René, Paris, France ;
  - Museo de Bellas Artes, Caracas, Venezuela.
- 1968 : 
  - Stedelijk Museum, Amsterdam, Pays-Bas (1969) ;
  - Palais des Beaux-Arts, Bruxelles, Belgique (1969) ;
  - Musée d'Art moderne de la ville de Paris, France (1969) ;
  - Galleria Lorenzelli, Bergame, Italie.

### Années 1970 et suivantes
- 1970 :
  - Galerie Godard Lefort, Montréal, Canada ;
  - Galerie Denise René, Paris, France ;
  - Galerija Suvremene Umjetnosti, Zagreb, Yougoslavie.
- 1971 :
  - Museum of Contemporary Art, Chicago ;
  - Galerie Denise René/Hans Mayer, Düsseldorf, Allemagne ;
  - Museo de Arte Moderno, Bogotá, Colombie (1972).
- 1974 :
  - Solomon R. Guggenheim Museum, New York, USA ;
  - Galerie Denise René, New York, USA
- 1976 : Galerie Watari, Tokyo, Japon.
- 1978 :
  - Louisiana Museum, Humlebaek, Danemark ;
  - Liljevalchs Konsthall, Stockholm, Suède.
- 1979 : Musée National d'Art Moderne, Centre Georges Pompidou, Paris, France.
- 1982 : Palacio de Velázquez, Madrid, Espagne.
- 1988 :
  - Instituto de Cultura Puertorriqueña, San Juan, Porto Rico ;
  - Hyundai Gallery, Séoul, Corée du Sud.
- 1990 :
  - Galerie Sapone, Nice, France ;
  - Galleria Eva Menzio, Turin, Italie ;
  - Museum of Modern Art, Kamakura, Japon.
- 1992 :
  - Abbaye Saint-André, Centre d'Art Contemporain, Meymac ;
  - Le Carré/Musée Bonnat, Bayonne ;
  - Musée des Beaux-Arts de Pau, France (1993) ;
  - Fundação de Serralves, Porto, Portugal (1993) ;
  - Museo de Arte Moderno - Fundación Jesús Soto, Ciudad Bolívar, Venezuela (1993).
- 1995 : Espacio Soto, Galería Durban, Caracas, Venezuela.
- 1997 : Galerie nationale du Jeu de paume, Paris, France.
- 1998 :
  - Museu de Arte Moderna da Bahia, Salvador (Bahia), Brésil ;
  - Riva Yares Gallery, Scottsdale (Arizona), USA ;
  - Museo Nacional de Artes Visuales, Montevideo, Uruguay;
  - Museo Nacional de Bellas Artes, Buenos Aires, Argentine.
- 2000 :
  - Kaohsiung Museum of Fine Arts, Kaohsiung, Taiwan ;
  - Fundación Corp Group Centro Cultural, Caracas, Venezuela ;
  - Galerie Denise René, FIAC, Paris, France.
- 2004 :
  - Galería  Dimaca, Caracas, Venezuela ;
  - Galerie Denise René, Paris. France ;
  - Sicardi Gallery, Houston (Texas), USA.
- 2005 :
  - Riva Yares Gallery, Scottsdale (Arizona), USA ;
  - Centro Cultural Banco do Brasil, Rio de Janeiro, Brésil ;
  - Instituto Tomie Ohtake, São Paulo, Brésil ;
  - Museu Oscar Niemeyer, Curitiba (Paraná), Brésil ;
  - Artespacio, Santiago, Chili ;
  - Museo Tamayo Arte Contemporáneo, Mexico, Mexique ;
  - MoLAA Museum of Latin American Art, Long Beach (Californie), USA ;
  - Galería de Arte Nacional, Caracas, Venezuela ;
  - Museo de Arte Coro, Coro, Estado Falcón, Venezuela.
- 2006 :
  - Instituto  de Estudios Superiores de Administración IESA, Caracas, Venezuela ;
  - Centro de Arte la Estancia, Caracas, Venezuela ;
  - Trasnocho Cultural, Caracas, Venezuela ;
  - Fundación Proa, Buenos Aires, Argentine ;
  - GAMEC, Galleria d'Arte Moderna e Contemporaneo, Bergamo, Italie ;
  - Pablo Goebel Fines Arts, Ciudad de  Mexico, Mexique ;
  - Galeria Theo Spacio, Madrid, Espagne.
- 2009 : Galerie Max Hetzler, “Jesús Rafael Soto”, Berlin, Allemagne.
- 2010 : Galerie Denise René espace marais et rive gauche, “Les harmonies combinatoires”, Paris, France.
- 2011 : Haunch of Venison Gallery, “Jesús Rafael Soto”, New York, USA.
- 2012 : NYU Grey Art Gallery, "Soto: Paris and beyond", New York, USA.
- 2013 :
  - Galerie Denise René, Rive gauche, “ Soto”, Paris, France;
  - Centre Pompidou, Mnam, "Soto – dans la collection du musée national d’Art moderne", Paris, France.
- 2015 :
  - Galerie Perrotin, “Soto : Chronochrome”, New York, Etats-Unis / Paris, France ;
  - Musée Soulages, “Soto – Une rétrospective”, Rodez, France.
- 2016 : Galería Cayón, " Jesús Soto – Virtual Soto ", Madrid, Espagne.
- 2017 :
  - León Tovar Gallery, « Jesús Rafael Soto. Dans son jus”, New York, USA ;
  - Cecilia Brunson Projects, “Jesús Rafael Soto : Sound Mural ”, Londres, Royaume-Uni.
- 2018 :
  - Galería Odalys, “ Soto ”, Madrid, Espagne ;
  - Espace Louis Vuitton Tokyo, “Jesús Rafael Soto - Pénétrable BBL Bleu. Selected works from the collection”, Tokyo, Japon.
- 2019 : Hauser & Wirth Gallery, “ Soto Vibrations, 1950-1960 ”, New York, USA.